# Fuscozetes pseudosetosus
Fuscozetes pseudosetosus är en kvalsterart som beskrevs av Shaldybina 1975. Fuscozetes pseudosetosus ingår i släktet Fuscozetes och familjen Ceratozetidae. Inga underarter finns listade i Catalogue of Life.